# Жомарт (залізний рудник)
Жома́рт (залізний рудник) — підприємство гірничорудної промисловості в Улитауській області Казахстану, яке призначене для розробки залізомарганцевих родовищ Жомарт та Західний Жомарт.
Геологорозвідувальні роботи в районі Жомарт провели ще в 1950—1961 роках, проте тоді виявлені рудні ресурси віднесли до позабалансових (недоцільних для розробки). У 1995-му права на ділянку набула компанія «Тулпар», яка згодом зареєструвала в державній комісії належні до родовища (до глибини 50—65 метрів) запаси в 1,8 млн тонн марганцевої та 1,7 млн тонн залізної руди. «Тулпар» вела на Жомарті діяльність до 2000 року та видобула 33 тисячі тонн марганцевої та 47 тисяч тонн залізної руди.
Надалі родовище перейшло під контроль групи Жайремського гірничо-збагачувального комбінату, який розпочав тут видобуток у 2004 році. Продукція рудника спрямовувалась на Жайремську збагачувальну фабрику.
Станом на 2015 рік розробка вже не велась і склали план консервації, при цьому після перерахунку запасів за Жомартом ще числилися 8,7 млн тонн марганцевої та 5,3 млн тонн залізної руди.
У 2023 році оголосили про бажання відновити розробку марганцевих покладів Жомарту з річною потужністю рудника до 750 тисяч тонн та планованим терміном випрацювання запасів до 2033 року. Для відновлення видобутку буде необхідно осушити наявний кар'єр, у якому вже набралось 1,8 млн м3 води.